# トリプトファントランスアミナーゼ
トリプトファントランスアミナーゼ(Tryptophan transaminase、EC 2.6.1.27)は、以下の化学反応を触媒する酵素である。
L-トリプトファン + α-ケトグルタル酸{\displaystyle \rightleftharpoons }(インドール-3-イル)ピルビン酸 + L-グルタミン酸
従って、この酵素の基質はL-トリプトファンとα-ケトグルタル酸の2つ、生成物は(インドール-3-イル)ピルビン酸とL-グルタミン酸の2つである。
この酵素は転移酵素、特に窒素基を移すトランスアミナーゼに分類される。系統名はL-トリプトファン:2-オキソグルタル酸 アミノトランスフェラーゼ(L-tryptophan:2-oxoglutarate aminotransferase)である。この酵素は、トリプトファンの代謝に関与している。補因子として、ピリドキサールリン酸を必要とする。